# Göran Wahlenberg
Göran Wahlenberg (Svédország, Värmland megye, Skarphytta k. Filipstad, 1780. október 1. – Svédország, Uppsala, 1851. március 22.) svéd orvos, botanikus, földrajztudós, geológus.

## Életpályája
Az Uppsalai Egyetemen szerzett orvosi diplomát 1806-ban; 1826-tól az egyetem botanika tanára, majd 1829–1851 között botanika és orvostudomány tanára. Skandinávia, Finnország, a Kárpátok és az Alpok növényzetének kutatója. Botanikai szakmunkákban nevének rövidítése: „Wahlenb.”.
1813 júniusától októberéig botanikus és egyéb kutatásokat végzett a Magas-Tátrában, az Alacsony-Tátrában, a Nagy- és Kis-Fátrában. A Nyugati- Magas- és Bélai-Tátra sok völgyét járta be, több csúcson is járt: Klin, Rohács, Kriván (kétszer), Lomnici-csúcs, Bolond-Gerő, Mészárszékek, Homlokos, Farcsík. A Tátra lengyel oldalán nem járt, csak körbeutazta.
Több útján Mauksch Tamás kísérte el.
Már egy év múlva kiadta a
- Flora Carpatorum Principalium, Göttingen 1814. - című művét.

Ez a mű a Tátrával foglalkozó irodalom egyik legfontosabb, klasszikus műve. Megírásához felhasználta elődei munkáját és növénygyűjteményeit, például Mauksch Tamásét, de alapvetően saját -- a terepen végzett -- kutatásain, megfigyelésin alapul. Több megállapítása a Tátra-kutatás jelentős előrehaladását jelenti, nem csak botanikai szempontból. A mű lényege a tátrai flóra feldolgozása (1346 egyed), de ezenkívül az első részében közli a Tátra leírását, főbb topográfiai pontját, klímáját, a saját barometrikus méréseit és egyéb megfigyeléseit. A mellékelt Tátra térkép is a tátrai térképészet egyik főműve, mivel egy szintvonalas térkép prototípusa (az első szintvonalas térkép csak 1857-ben jelent meg).
Neve megmaradt a Saxifraga wahlenbergii kőtörő, valamint a Furkota-völgyben található Wahlenberg-tavak, a Felkai-völgyben az egyik virágoskert Wahlenberg-kert nevében. A Téry-menedékház falán emléktáblája látható. A Spitzbergákon is van egy Wahlenberg-gleccser és egy Wahlenberg-öböl.
Magáról a Kárpátok régiójáról művében nem éppen a leghízelkedőbben azt írja, hogy: "terra inhospitabilis et latronibus et barbaris hominibus plena" (nem vendégszerető táj, tele rablóval és barbárral). Ez a megjegyzése Joseph August Schultest, egy másik Tátra-kutatót szatirikus válaszra késztette: Epistola granulatoria in felicissimum et miraculosum excessum Dni Georgii Wahlenberg, Sueci, ex Ungaria nostra (1915) (Köszönőlevél a svéd Wahlenberg Georg úr csodával határos szerencsés kijutásért Magyarországról).